# Sachia Vickery
Sachia Vickery (/ˈsɑːʃə/ SAH-shə; nascida em 11 de maio de 1995) é uma tenista profissional americana. Ela alcançou o recorde de sua carreira, ficando em 73º lugar no ranking da WTA em 30 de julho de 2018. Vickery, ex-campeã nacional júnior da USTA, também ganhou três títulos de simples e três de duplas no Circuito Feminino da ITF.
Seus melhores resultados no WTA Tour vieram no Auckland Open 2018 e no Monterrey Open 2018, onde chegou às semifinais.

## Juventude e antecedentes
Vickery nasceu na Flórida, filha de Paula Liverpool e Rawle Vickery. Seus pais moravam em Linden, a segunda maior cidade da Guiana, país caribenho, e sua mãe é originária da pequena cidade mineira de Kwakwani [en]. Sua mãe ficou no ensino médio e seu pai era jogador de futebol profissional. Ela também tem um irmão mais velho chamado Dominique Mitchell, que jogou futebol americano universitário na South Carolina State University [en]. Através de seu ex-padrasto, Derrick Mitchell, ela conhece LeBron James e considera a mãe dele, Gloria, "como uma tia para ela".
Seus pais se divorciaram quando ela era jovem, sua mãe passou a criá-la como mãe solteira. Sua mãe, que havia sido professora na Guiana, chegou a trabalhar em tempo integral durante o dia no escritório de admissões da Universidade Kaplan e em tempo integral à noite como bartender em uma parte perigosa de Miami para ajudar a pagar as lições de tênis de Vickery. Assim que Vickery começou a produzir bons resultados em torneios juniores, ela começou a treinar na IMG Academy [en]. Enquanto esteve em Miami, ela também trabalhou com  Richard Williams, pai das irmãs Williams, durante um verão. Depois de um ano, ela se mudou para a França para treinar na Mouratoglou Tennis Academy [en] por vários anos. Quando ela tinha 18 anos, ela voltou para a Flórida para estudar no Centro Nacional de Treinamento da USTA em Boca Raton.

## Carreira júnior
Vickery alcançou a classificação júnior da ITF, a mais alta de sua carreira, ficando em 6º lugar no mundo em julho de 2012. Ela registrou seu primeiro grande resultado no circuito júnior quando chegou à final do Campeonato Internacional de Primavera da USTA de Grau 1 em 2010, aos 14 anos. No ano seguinte, ela chegou às semifinais do Orange Bowl. Para começar a temporada de 2012, Vickery conquistou sua única vitória em um torneio de grau 1 na Copa del Café [en], na Costa Rica. Ela jogou seu último torneio júnior da ITF em novembro. Vickery terminou sua carreira júnior ganhando os títulos de simples e duplas no Campeonato Nacional Júnior da USTA no verão seguinte, o que também garantiu seus dois "wild cards" para as chaves principais de simples e duplas no US Open.

## Carreira profissional

### Primeiros anos
Vickery jogou sua primeira partida de nível profissional em 2009 em um torneio de US$ 10 mil em Evansville, onde chegou às semifinais. Em 2011, ela recebeu um "wild card" para a qualificatória do Washington Open, mas perdeu sua partida de estreia.
Como campeã nacional júnior da USTA em 2013, Vickery ganhou um wildcard para competir na chave principal do US Open. Ela derrotou a ex-semifinalista de Wimbledon Mirjana Lučić em sua primeira vitória em torneios do nível do WTA Tour. Isso colocou Vickery entre as 200 primeiras do ranking da WTA pela primeira vez. Ela permaneceria consistentemente no top 200 pelos próximos quatro anos e meio, com exceção de duas semanas em 2016, mas não passou para o top 100 até março de 2018.
Em 2014, Vickery ganhou outro "wild card" para a chave principal, desta vez para o Australian Open. Ela perderia na primeira rodada para a também americana Lauren Davis. No início de 2015, Vickery conquistou seus dois primeiros títulos do Circuito Feminino da ITF em semanas consecutivas em seu estado natal, a Flórida, ambos no saibro. Vickery fez duas aparições nas quartas de final do WTA nesses dois anos, uma em Stanford em 2014 e outra em Nottingham em 2015. Ela alcançou a chave principal por meio da qualificatória em ambos os eventos. Vickery também se classificou para achave principal de Wimbledon em 2015 e do Aberto da França em 2016.
Em 2017, Vickery passou pela qualificatória do US Open e derrotou Natalia Vikhlyantseva [en] na primeira rodada, conquistando sua primeira vitória importante no sorteio principal em quatro anos. Ela seguiu com a maior vitória em torneio de sua carreira no recém criado, Central Coast Open [en], um evento da ITF de US$ 60.000.

### 2018: Entre as Top 100
No Auckland Open, em janeiro, Vickery chegou à sua primeira semifinal do WTA Tour, o melhor resultado de sua carreira até então. Ela venceu a defensora do título Lauren Davis e a ex-número 2 do mundo, Agnieszka Radwańska, ao longo do caminho, antes de perder para a número 2 do mundo, Caroline Wozniacki.
Vickery reforçou esse desempenho ao se qualificar para a chave principal do Indian Wells Open, onde derrotou o número 3 do mundo, Garbiñe Muguruza, pela maior vitória de sua carreira. Ela então perdeu para a eventual campeã Naomi Osaka, na terceira rodada. Antes do torneio, ela havia sido classificada pela primeira vez entre as 100 primeiras. Com o resultado, ela alcançou um novo recorde na carreira, chegando ao 89º lugar no mundo.
Vickery encerrou a temporada em quadras duras alcançando sua segunda semifinal, desta vez no Monterrey Open.

### 2023: Sem grandes destaques
Os melhores resultados de Vickery na temporada foram: as quartas de final nos ITF de US$ 60k em Orlando e em Pretória; a semifinal no ITF de US$ 25k em Boca Raton; asquartas de final no ITF de US$ 100k em Bonita Springs; as oitavas de final no Libéma Open; passou pela qualificatória do US Open e chegou a segunda rodada comvários jogos de três sets; o mesmo aconteceu no Guadalajara Open.

### 2024
Em fevereiro, ela se qualificou para o ATX Open, na chave principal, derrotou a vinda da qualificatória Rebecca Marino na primeira rodada em sets diretos e perdeu na segunda para Anna Karolina Schmiedlova em jogo de três sets.
Em abril, ela também se qualificou para o WTA 500 de Charleston, mas perdeu para Jaqueline Cristian na primeira rodada em sets diretos. Classificada em 134º lugar no próximo WTA 500, o Porsche Tennis Grand Prix em Stuttgart, ela também se qualificou para a chave principal, derrotando a também vinda da qualificatória Aliaksandra Sasnovich na primeira rodada. Ela perdeu em seguida para a terceira cabeça de chave Coco Gauff em jogo de três sets. Em Madri e em Roma, não conseguiu passar pelas qualificatórias. Já no Aberto da França, recebeu um "wild card", mas perdeu na primeira rodada para a cabeça de chave N° 8, Ons Jabeur, em sets diretos.

## Finais da ITF

### Simples: 3 (2 títulos, 1vice)
| Legenda                 |
| ----------------------- |
| Torneios de US$ 100,000 |
| Torneios de US$ 75,000  |
| Torneios de US$ 50,000  |
| Torneios de US$ 25,000  |
| Torneios de US$ 15,000  |
| Torneios de US$ 10,000  |

| Finais por Piso |
| --------------- |
| Duro (0–1)      |
| Saibro (2–0)    |
| Grama (0–0)     |
| Carpete (0–0)   |

| Status | N. | Data            | Torneio         | Piso   | Oponente            | Placar        |
| ------ | -- | --------------- | --------------- | ------ | ------------------- | ------------- |
| Perdeu | 1. | 16 Janeiro 2011 | Gosier, França  | Duro   | Gail Brodsky        | 3–6, 6–2, 2–6 |
| Venceu | 2. | 18 Janeiro 2015 | Plantation, EUA | Saibro | Samantha Crawford   | 6-3 6-1       |
| Venceu | 3. | 26 Janeiro 2015 | Surprise, EUA   | Saibro | Sara Sorribes Tormo | 6-2 2-6 6-3   |